# モニカ・ランボー
モニカ・ランボー（Monica Rambeau）は、マーベル・コミックが出版した アメリカン・コミックスに登場するスーパーヒーローである。ライターのロジャー・スターンとアーティストのジョン・ロミータ・Jrによって創造され、『アメイジング・スパイダーマン アニュアル』第16号（1982年10月）で“キャプテン・マーベル（2代目）”としてデビューした。

## 発行履歴

### コンセプトと創造
キャラクターの視覚的特徴について、ジョン・ロミータ・Jrは、もともとモニカ・ランボーは女優パム・グリアのように見えるよう意図したが、出版前に彼女の外見が変更されたと指摘した。

### 出版履歴
モニカ・ランボーは、『アメイジング・スパイダーマン アニュアル』第16号（1982年10月）でキャプテン・マーベル（2代目）としてデビューした。
デビュー後、ランボーはロジャー・スターンの『アベンジャーズ』に5年間登場し、最終的にチームのリーダーとなって脱退後、予備メンバーとして何度も登場した。ドウェイン・マクダフィーとマーク・D.・ブライトによる読み切り作品や、『アベンジャーズ ・アンプラグド』第5号、『アベンジャーズ』（vol.3）、2000年9〜12月の『アベンジャーズ：インフィニティ』第1〜4号、2001年1月の『Maximum Security』第2〜3号、2001年1月の『マイティ・ソー』（vol.2）第30号、2001年の『アベンジャーズ・アニュアル』などに登場した。
『Great Lakes Avengers』第1号と『New Thunderbolts』第8〜9号などのカメオに続いて、彼女は『ネクストウェーブ』第12号で主演した。そのシリーズの後、『シビル・ウォー』や『シー・ハルク』にも僅かに登場した。そして、『Marvel Divas』第1〜4号と『Heralds』第1〜5号の主人公として、2011年の『Iron Age』第1 号、『キャプテン・マーベル』第7〜8号、『Journey into Mystery』第649号、『Age of Ultron』にも登場した。

## キャラクター経歴

### オリジン
モニカ・ランボーはルイジアナ州ニューオーリンズで父フランクと母マリア・ランボーの間に生まれた。ニューオリンズ港湾警察で働く優秀なランボーだったが、性差別主義者の同僚に警部への昇進を邪魔されていた。
ある日、南アメリカ某国の独裁者のエルネスト・ラミレスに、異次元からエネルギーを引き出す研究を乗っ取られて助力を求められてきたアンドレ・ルクレア教授の依頼を受けたランボーはこの件の調査に乗り出すと、メキシコ湾にあるラミレスの石油掘削プラットフォームに潜入し、ルクレアの開発した稼働直前の異次元エネルギーを取り出す装置を発見。危険な装置を止めようとしたが、ランボーは動き出した装置から放たれたエネルギー波を全身に浴びてしまう。これによりランボーの身体は変異し、自身の姿を電磁エネルギーに変換することができるようになると、ラミレスを打倒し、暴走状態となった装置を防ぐことに成功。その活躍ぶりを新聞各社は、ランボーがキャプテン・マーベルのようだと報じ、彼女はそのヒーロー名で悪党と戦うために新しく得たスーパーパワーを行使することを決意した。

### アベンジャーズへの加入
ランボーは最初の活躍後、その特殊能力を上手く操れずなかなか安定していなかった。ランボーはヒーロー兼科学者のリード・リチャーズ／ミスター・ファンタスティックに助力を求めようと、“ファンタスティック・フォー”の基地を訪れた。しかし不在のリードの代わりに基地にいたベン・グリム/シングから紹介された“アベンジャーズ”の下に赴くことになった。スティーブ・ロジャース/キャプテン・アメリカとジャネット・ヴァン・ダイン/ワスプと友人になり、指導されたランボーは、プラントマンとの戦いの後、アベンジャーズに正式加入し、彼女は最初のアフリカ系アメリカ人女性のヒーローとなった。
ドラキュラに挑むスティーヴン・ストレンジ/ドクター・ストレンジとワンダ・マキシモフ/スカーレット・ウィッチに加勢したほか、主な敵であるカーラ・ソーフェン/ムーンストーンとマーカス・ダニエルズ/ブラックアウトとの初戦では一時的に人型に戻る能力を失ったこともあった。
ムーンストーンとブラックアウトがヘルムート・ジモ/バロン・ジモ率いる“マスターズ・オブ・イーヴィル”のメンバーとして復帰し、“アベンジャーズ・マンション”の占領に参加した際に、ランボーはダークフォース次元に閉じ込められたが、脱出に成功し、ムーンストーンらに勝利してマンションを取り戻した。
ランボーのもう1人の主要な初期の敵は、宇宙海賊のネビュラで、ネビュラがスクラル帝国を征服しようとした一件では、船に潜入して時間を稼ぎ、追いついたアベンジャーズの仲間たちと共に敵の計画を阻止した。
またランボーは、ビヨンダーや、混乱したジーン・グレイ、征服者カーン、アットゥマ、グランドマスターなど、数多くのヴィランと戦った。

### アベンジャーズのリーダー
ランボーは後にジャネットに代わるアベンジャーズのリーダーとなり、X-メンやオリンピアンの神々、スーパーアダプトイドとの戦いで彼らを指揮した。
また、サブマリナーの妻マリナ・スモールウッドが変身した巨大な海の怪物“リヴァイアサン”とアベンジャーズの名誉メンバーの戦いの際、ランボーはリヴァイアサンを止めるために巨大な稲妻に変身した。

### 力を取り戻す
アベンジャーズを引退した後、ランボーは最初に彼女の身体的健康と自らの力を取り戻し、機械的エネルギーを操作する能力をものにした。彼女は悪との戦いを再開し、ブラジルの犯罪王クリスティーナ・ラモス、ムーンストーン、パウダーケグなどの敵と対峙した。同時に、彼女は自分のチャーター事業を始める前に、友人のロン・モーガンの海運会社で貨物船の船長を務めた。
ランボーはアベンジャーズとのつながりを持ち続け、チームのリーダーを代行することもあり、ホモ・マーマナスの地上世界への侵略の撃退にも参加し、そして、地球のスーパーヒーローに対する多数のヴィランの復讐攻撃への対抗や、スターブラスターと名乗るエイリアンのグループに挑むためにウェンデル・ヴォーン/クエーサーが結成した最も強力なヒーローたちのチームへの加入などを経て、バジル・サンドハースト/コントローラーを倒した後、新しい別名「フォトン」を名乗ることにした。

## 能力
モニカ・ランボーは、超次元のエネルギーによる爆撃によって超人的な能力を得た。彼女は電磁スペクトル内のあらゆる形状のエネルギー体に変身することが可能で、可視光線をはじめ、宇宙線、ガンマ線、X線、 紫外線、電気、赤外線、マイクロ波、電波、およびニュートリノなど、さまざまなエネルギーを制御することで、彼女はその特性をすべて獲得することも可能である。
このほかにも光速での飛行や、人型を留めている間、エネルギーの種類と量を精神コントロールすることで、手からのエネルギー投影能力を持っており、少量の様々なエネルギーを転用して爆発力300トンのTNTに相当するフォースビームを放つほか、この能力の応用により、彼女は自分の姿のホログラムや幻想を投影することができ、精神的な操作で小さなエネルギー体に分割させ、光速で飛ばすことまでできる。
またランボーは、新しいエネルギーや馴染みのないエネルギーに遭遇すると、ある程度の時間の分析によってそれを複製することも可能。ランボーはエネルギー体状態では、物理的に実体がないものの、彼女自身の集中力と努力により、部分的に凝固するか、何らかの力を加えた物体を簡単に掴めるようになる。
彼女は不死身で、年をとることはない。大規模なエネルギー消費によって一時的に元の力を失った際、ランボーは体を取り巻く次元インターフェースを介して彼女に向けられたエネルギーを流す能力を獲得し、強度、衝撃に対する耐性、飛行能力を高めた。
さらにランボーは、警察官とアベンジャーズ両方の訓練と経験から、強力なリーダーシップと法執行経験を持っており、優れた射撃、非武装戦闘、探偵、そしてハーバーパトロールと広範な航海の専門知識を持つ水泳選手でもある。

## MCU版
『マーベル・シネマティック・ユニバース』（MCU）では『キャプテン・マーベル』のみ、アキラ・アクバル、『ワンダヴィジョン』以降からは、テヨナ・パリスが演じる。日本語吹替は俳優によって異なっており、アクバルが演じた『キャプテン・マーベル』では須藤風花が、パリスが演じるようになった『ワンダヴィジョン』以降からは村中知がそれぞれ担当している。

### キャラクター像
マリア・ランボーの一人娘。11歳時はお転婆真っ盛りで、母と共に同居していたキャロル・ダンヴァース/キャプテン・マーベルとは互いに「キャロルおばさん」・「おチビ中尉」と呼びあって懐くほど仲が良かった。そのため、キャロルの持ち物だったシミで汚れたジャケットや写真、ドッグタグの片割れなどを大切に保管していた。
成人した現代では、マリアとキャロルへの憧れから宇宙飛行士を目指し、キャプテンの階級を持つ“S.W.O.R.D.”のエージェントに就職。同時に本物の共感力と思いやりを持つほど心が広く、正しいと信じることのために危険にも立ち向かう女性に成長しており、これまでに大切な母を失った悲しみと後悔を抱えたことや、スーパーパワーを得たキャロルと触れ合った経験もあって、ワンダ・マキシモフ/スカーレット・ウィッチのような悪意が無く不安定な超人に対しては同情する意を見せる。

### 能力・スキル
現代においては、自分たちを拘束した隊員らをジミー・ウーとの共闘であしらえるほど格闘技に長けており、これに加えて、後述の“青色のオーラ”も用いることで、超人ヒーローと同等の実力を披露する。
青色のオーラ
ウエストビューにおける“マキシモフ事変”の際に、“ヘックス”を生身で3度も通過して血液が細胞レベルで変異したことから獲得した特殊能力。ヘックスの現実改変に抵抗し、遭遇したワンダの力も退け、透明化させた全身で銃弾を止めるなど、超常的な力や現象を発現するようになる。

### 各作品における活躍
『キャプテン・マーベル』
本作でMCU初登場。
ヴァース/キャロルが6年ぶりに自宅に現れると、母よりも真っ先にキャロルに飛びついて喜び、彼女たちを助けることを躊躇う母を後押ししたり、記憶を取り戻したキャロルの頼みで、彼女のスーツのデザインまで手がけた。
物語のラストの食事会でも、本来の姿で地球に暮らすことを心から勧めるほどタロスの一家と友好的に触れ合い、キャロルの旅立ちを見送る。
『ワンダヴィジョン』第2〜9話
本作から現代における姿で登場し、キャプテン・マーベルの話題を耳にすると表情が曇ることから、キャロルに対しては複雑な想いを抱いている様子を見せる。
かつてマリアの癌の治療に付き添っていたものの、自身はサノスによる“デシメーション”で5年間も消滅していたことで母の最期に立ち会うことができず、復活後にマリアの訃報を受け取ったことが明らかになった。その悲しみに暮れる間もなく、ウエストビューの騒動の調査に当たることとなる。
消滅からの復活後、母が設定していたS.W.O.R.D.職員復帰プロトコルに従って職場に復帰することになり、暫定長官のタイラー・ヘイワードの命令でウエストビューの調査に赴く。現地の外周でウーと出会うと、持参して飛ばしたドローンを取り込んだヘックスに触れたことでウエストビューに入り込んでしまい、ワンダとヴィジョンのお喋り好きな隣人ジェラルディンとして、暫くの間シットコムの役柄を演じさせられることになった。ドッティの婦人会でワンダの服装を褒めて以降、彼女に友好的に接し、ワンダの出産の手伝いも行ったが、素性が不明瞭なことから他の住人たちにも怪しまれ、記憶を取り戻してウルトロンの話題を出したせいでワンダから部外者と拒絶され、ヘックスの外に追放された。
以降はS.W.O.R.D.の臨時基地に参加。入手した情報に基づき、ウエストビューを外から調査してワンダの説得にかかろうと提案するが、彼女の抹殺を強行しようとするヘイワードに不信感を抱き、彼に追い出されたことを機にウーやダーシー・ルイスと3人で独自に行動を開始。騒動の解決とヘイワードの本当の狙いの究明を目標に、自身はワンダを説得するために臨時基地を離れ、グッドナーの協力を得てウエストビューへの再侵入を決意した。手配された宇宙探査車でのヘックスの通り抜けには失敗したものの、そのまま怯むことなく生身での再突入を敢行。無理矢理ヘックスを通り抜けてウエストビューへの再侵入に成功した。
そしてワンダと再会すると、またも拒絶・攻撃されるが、覚醒した青色のオーラの力で受け止めつつ、彼女を説得しようとした。だがそこに介入したアグネスにワンダを連れ去られてしまい、自身も訪ねたアグネス宅でピエトロ・マキシモフ（偽者）に捕縛されてしまった。しかしピエトロ（偽者）を正気に戻し、アガサ・ハークネス（アグネス）やS.W.O.R.D.の部隊と対峙するワンダたちの下に駆けつけると、ヘイワードの銃撃からトミー&ビリーを救い、ワンダとアガサの一騎討ちを見届けた。
ウエストビューが元に戻ると、飛び去ろうとする直前のワンダを責めることなく、「あなたの力が私にもあれば母を蘇らせる」と理解を示し、去りゆく彼女を見送った。そしてウーと2人でヘイワードの逮捕も確認し、映画館で事情聴取を受けることになるが、そこで待っていたスクラル人女性のエージェントから「彼が会いたがっている」と告げられる。
『マーベルズ』

## その他のメディア

### エイジ・オブ・ウルトロン
『エイジ・オブ・ウルトロン』におけるランボーは、ウルトロンに対抗するスーパーヒーローとして登場する。